# Sarah Allan
Sarah Allan (1945. – ; kínai neve pinjin hangsúlyjelekkel: Ài Lán; magyar népszerű: Aj Lan; kínaiul: 艾蘭.)
amerikai sinológus, mítosz-kutató.

## Élete és munkássága
Sarah Allan az egyetemi tanulmányait a Los Angeles-i Calaforniai Egyetemen végezte, majd a Berkleley-n szerzett doktori fokozatot. Jelenleg a Dartmouth College professzora, ezenkívül a Londoni Egyetemen is rendszeresen tanít. Kutatási területe a korai kínai mítosz- és filozófiai rendszerek vizsgálata.

## Főbb művei
- “Erlitou and the Formation of Chinese Civilization: Toward a New Paradigm”. Journal of Asian Studies, 66:2 (May 2007) 461-496.
- The Formation of Chinese Civilization: An Archaeological Perspective (2005)
- The Way of Water and Sprouts of Virtue (1997)
- The Shape of the Turtle: Myth, Art and Cosmos in Early China (1991)
- The Heir and the Sage: Dynastic Legend in Early China (1981)